# Distrito de La Chaux-de-Fonds
El distrito de La Chaux-de-Fonds (en francés: district de La Chaux-de-Fonds) era uno de los seis distritos del cantón de Neuchâtel, en Suiza. Contaba con una población de 38.218 habitantes (en 2007) y una superficie de 92,94 km². El distrito estaba conformado por 3 comunas, siendo su capital La Chaux-de-Fonds. Ha desaparecido el 1 de enero de 2018.

## Geografía
El distrito se encontraba situada sobre la cadena del Jura, y constituía con los demás distritos montañosos la parte alta del cantón de Neuchâtel. Limitaba al norte con el distrito de Franches-Montagnes (JU), al noreste con Jura bernés (BE), al sureste con Val-de-Ruz, al sur con Boudry, al suroeste con Le Locle, y al noroeste con el departamento del Doubs (FRA-I).

## Comunas
| Distrito de La Chaux-de-Fonds | Distrito de La Chaux-de-Fonds | Distrito de La Chaux-de-Fonds |
| Comunas                       | Población (31.12.2016)        | Superficie km²                |
| ----------------------------- | ----------------------------- | ----------------------------- |
| La Chaux-de-Fonds             | 38 965                        | 55.66                         |
| La Sagne                      | 958                           | 25.55                         |
| Les Planchettes               | 205                           | 11.73                         |
| Total (3)                     | 40 128                        | 92.94                         |